# Pusti
Pusti is een plaats in de gemeente Svetvinčenat in de Kroatische provincie Istrië. De plaats telt 42 inwoners (2001).